# 六条有純
六条有純（ろくじょう ありずみ、慶長9年（1604年） - 正保元年（1644年）7月13日）は、江戸時代前期の公卿。

## 官歴
- 元和元年（1615年）：侍従
- 元和3年（1618年）：従五位上
- 元和5年（1620年）：右少将
- 元和7年（1622年）：正五位下
- 寛永3年（1626年）：従四位下
- 寛永6年（1629年）：従四位上
- 寛永9年（1632年）：正四位下
- 寛永13年（1636年）：従三位
- 寛永16年（1639年）：参議
- 寛永18年（1641年）：正三位

## 系譜
- 父：六条有広
- 男子：六条有和
- 男子：戸田氏豊
- 女子：永光院（徳川家光側室）